# فالودا
فالودا (انگلیسی: Falooda) گونه ای دسر خنک از خوراکی مغولایی است که با رشته فرنگی درست می‌شود. خاستگاه این خوراکی به خوراکی ایرانی فالوده بر می‌گردد که گونه‌های مختلف آن در غرب، مرکز و جنوب آسیا رواج دارد. به‌طور مرسوم، از ترکیب شربت گل محمدی، رشته فرنگی، و تخم شربتی با شیر درست می‌شود که اغلب به همراه بستنی ارائه می‌شود.ورمیشلی که برای درست کردن فالودا مورداستفاده قرار می‌گیرد از گندم، آروروت، نشاسته ذرت یا ساگو تهیه می‌شود.